# 主筋
主筋（しゅきん）とは、鉄筋コンクリート造の建築物において、主に曲げ応力に抗する鉄筋である。
柱の主筋は上下に貫通する太い鉄筋であり、梁においては上部と下部に水平に流れる太い鉄筋である。主筋がバラバラにならないように、また剪断力に抗するために、柱には帯筋を、梁には肋筋を巻き付ける。
主筋の太さや本数は、構造計算による。
スラブなどで主筋に直行する鉄筋を、主筋にたいして配力筋という。スラブや壁のような平面状の場合には、力のかかる方向によって、主筋と配力筋の関係は入れ替わる。